# Wśród prądów
Wśród prądów (ang. Within the Tides) – zbiór czterech wcześniej niepublikowanych opowiadań Josepha Conrada wydany w 1915. 
W Polsce zbiór wydany w 1928 w ramach Pism zbiorowych z przedmową Stefana Żeromskiego, w tłumaczeniu Teresy Tatarkiewiczowej. W 1974 zbiór wyszedł w nowym tłumaczeniu Marii Skibniewskiej. 

## Zawartość
- Plantator z Malaty (Planter of Malata),
- Wspólnik (Partner),
- Gospoda „Pod dwiema wiedźmami” (Inn of the two witches),
- Z powodu dolarów (Because of the dollars).

Zawarte w tomie opowiadanie Because of the dollars było tłumaczone jako: Z powodu dolarów lub Dla dolarów.